# Cerkev Narození Panny Marie (Ieud)
Cerkev narození Panny Marie (rumunsky: Biserica Nașterea Maicii Domnului, také Ieud Deal) je dřevěná svatyně v obci Ieud, v župě Maramureš v Rumunsku, postavená v roce 1717. 
Cerkev je jednou z osmi dřevěných svatyň v oblasti Maramureš zapsané na seznam světového dědictví UNESCO.

## Historie
Cerkev byl postaven místní šlechtickou rodinou Balea. Byla postavena na místě bývalé cerkve ze 14. století, která byla zničena v době tatarských nájezdů v 17. století.
V roce 1999 společně s osmi dalšími dřevěnými cerkvemi oblasti Maramureš zapsán na seznam světového dědictví UNESCO pod číslem 904. Ministerstvo kultury a národního dědictví Rumunska vede cerkev v seznamu památek pod číslem MM-II-A-04588.
Stavbu a zejména obrazy kostela široce popsal v roce 1941 Viktor Bratulescu a opublikoval včetně 18 fotografií a osmi náčrtů. Znovu byla stavba zkoumána v roce 1968. Další zkoumání a datování bylo provedeno 1997 při poslední obnově. V letech 2007–2009 byl restaurován obraz.

## Stavební podoba

### Exteriér
Cerkev stojí na nevelkém vršku u hřbitova. Naproti přes řeku Izu v údolí se nachází další větší cerkev Ieud Ses. Stavba na kamenné podezdívce je provedena z borového dřeva, věž je ze dřeva jedlového. Cerkev se skládá z babince, lodi a apsidy, za ikonostasem se nacházel oltář. Střecha je vysoká sedlová, kolem stavby je ještě pultová. Nad babincem je vztyčena štenýřová věž na čtvercovém půdorysu, ukončená předsazeným arkádovým patrem a vysokou štíhlou jehlanovou střechou v dolní části prolomenou. Střecha spočívá na osmi sloupech. Vchod do cerkve je na západní straně, zárubně jsou provedeny z velmi hrubých trámů. V babinci jsou čtyři pětiboká okna, v lodi je dvanáct okének.
Délka stavby 11,87 m, šířka 7,15 m, kapacita kolem 340 osob, oltář je vysoký 3,6 m, široký 4015 m.

### Interiér
Interiér svatyně je bohatě zdoben obrazy. Malba je provedena na látce napuštěnou vápenným mlékem a připevněnou na dřevěné desky. Ty jsou rozmístěny na všech stěnách cerkve. Téma obrazů je bohatá a různorodá, sousední obrazy tematicky spolu souvisí. Představují biblické scény, mimo jiné scény z Posledního soudu, svatou Trojici, scény ze Starého i Nového zákona, jsou zobrazení svatí a pravoslavní patriarchové. Na obrazech se nacházejí texty v cyrilice v rumunštině. Autorem obrazů je Alexandr Ponehalský slavný tvůrce ikon a zakladatel místní školy malby ikon. Vytvoření obrazů bylo provedeno v roce 1782. V cerkvi jsou i obrazy malované na skle, které pocházejí z jiných částí Sedmihradska. V atice svatyně byl nalezen dokument (Kodex z Iued),  který je datován rokem 1391 a je považován za nejstarší dokument psaný v rumunštině.